# Cigogne
Ciconia
Pour les articles homonymes, voir Cigogne (homonymie) et Ciconia (homonymie).
Pour l’article ayant un titre homophone, voir Sigogne.
Genre
Ciconia est un genre d'oiseaux échassiers, souvent migrateurs, appartenant à la famille des Ciconiidés et tous appelés cigognes. Il existe plusieurs espèces, les deux plus connues étant la cigogne blanche (Ciconia ciconia), et dans une moindre mesure la cigogne noire (Ciconia nigra). Le petit est appelé cigogneau.

## Caractéristiques
Les espèces de ce genre se caractérisent par leur bec droit et pointu et leur plumage principalement noir et blanc. Ce sont de grands échassiers, d'environ un mètre de haut et 1,80 m d'envergure avec un long bec. Les jeunes sont de couleur plus brune et discrète que les adultes. Les cigognes n'ont pas de muscle trachéo-bronchial autour du syrinx et ne peuvent ni chanter ni crier, et communiquent entre elles en claquant du bec : il s'agit du craquètement ou claquettement.
Son petit s’appelle le cigogneau. Tout petit, il peut produire un son appelé miaulement. C'est en grandissant que le cigogneau perd cette capacité et développe le craquètement.

## Écologie et comportement
Les cigognes sont des oiseaux grégaires qui se reproduisent en colonies. Ils construisent généralement des nids de branchages dans les arbres, bien que la cigogne maguari niche au sol et que trois espèces au moins installent leur nid sur les habitations ou autres constructions humaines. L'une de ces dernières, la cigogne blanche (Ciconia ciconia) est la plus connue et tout un cortège de légendes et de folklore est associé à ce visiteur familier de l'Europe.

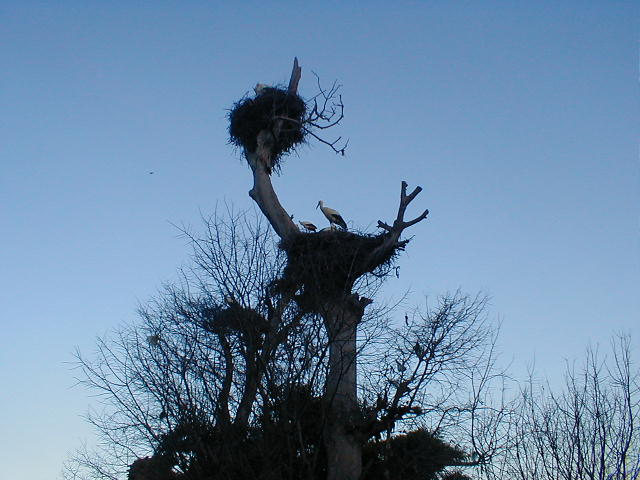
Colonie de cigognes dans un arbre au Maroc.
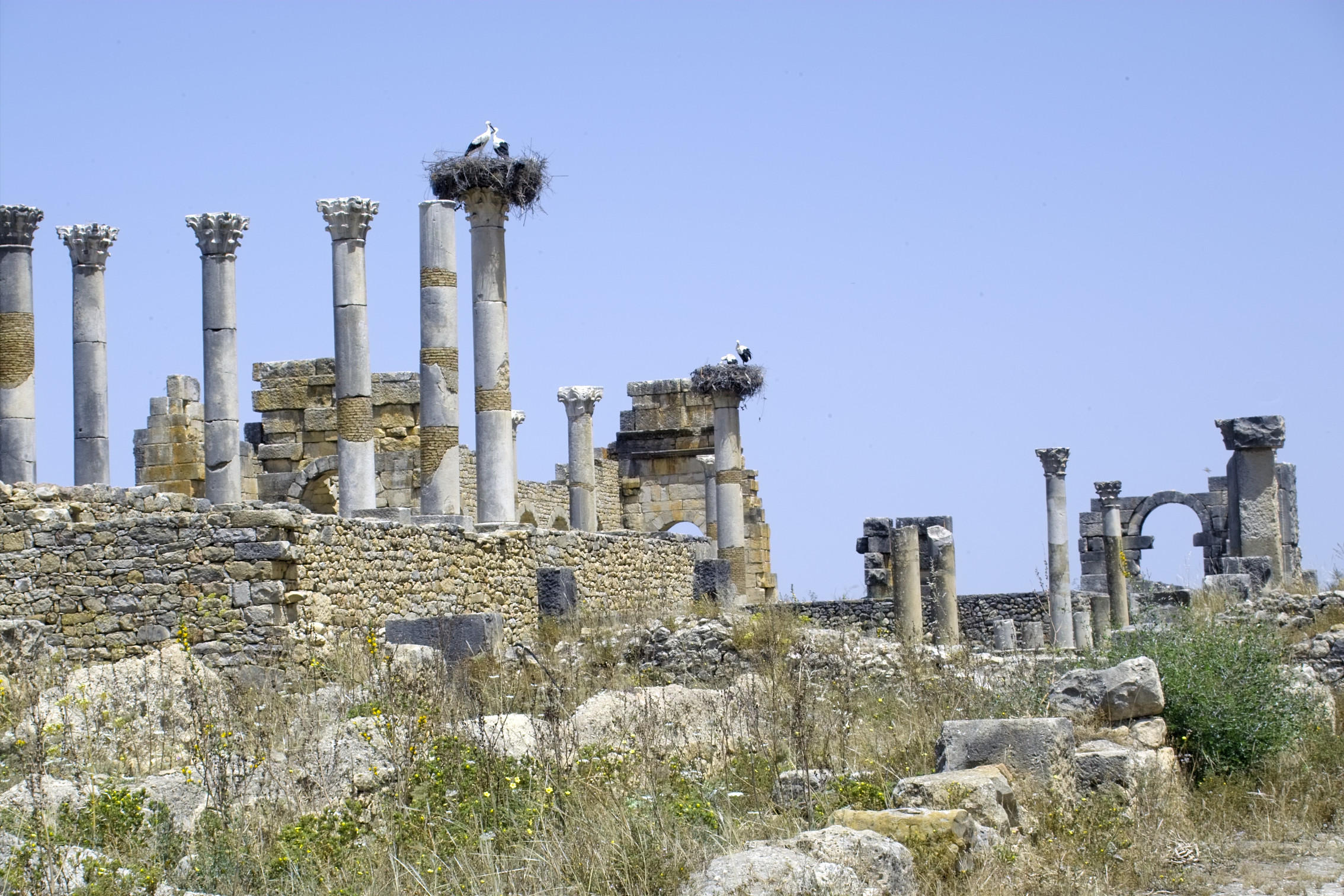
Cigognes nichant sur des vestiges archéologiques à Volubilis
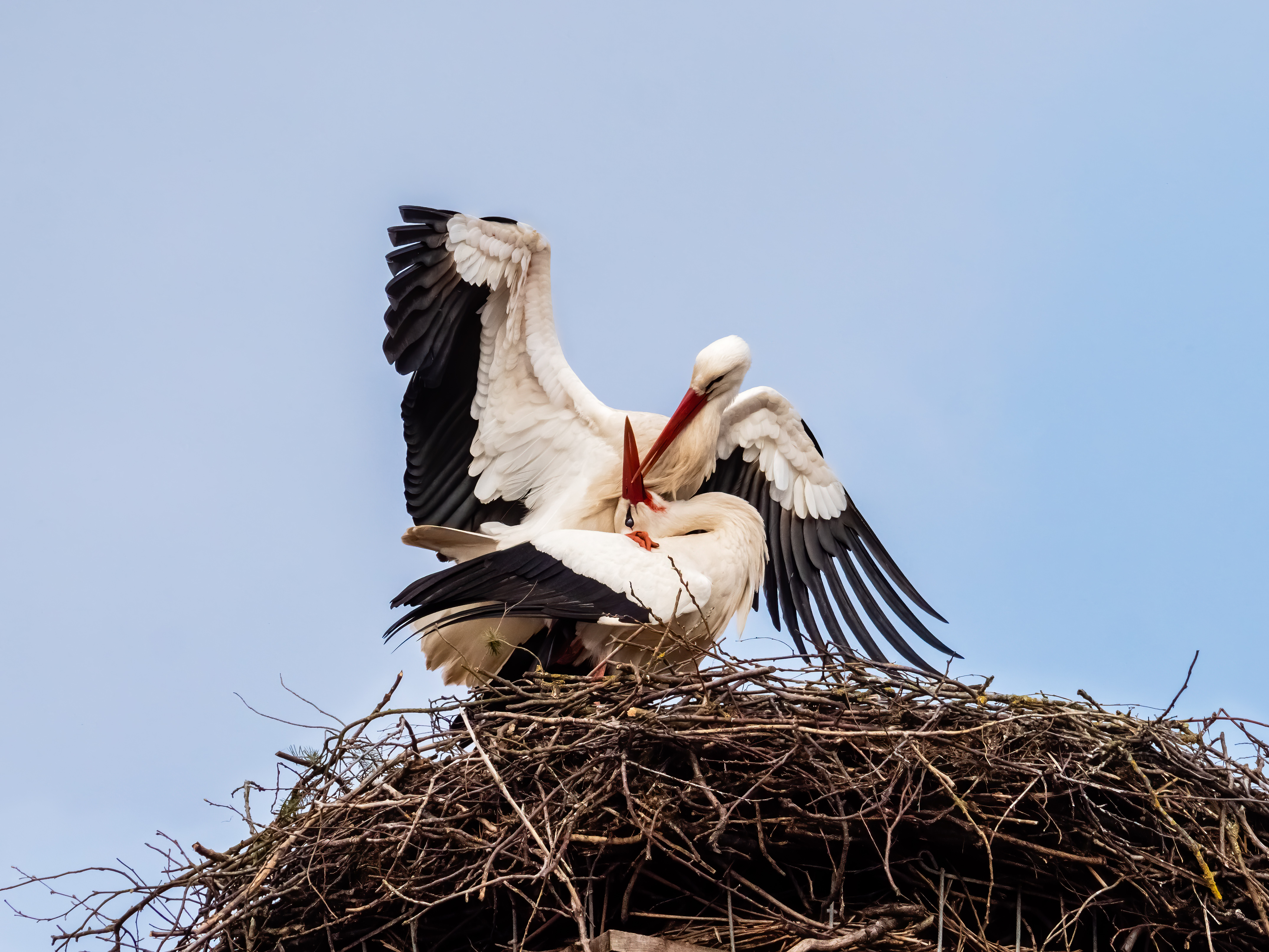
Cigognes dans leur nid, dans le district de Moyenne-Franconie. Mars 2020.

Ces échassiers se nourrissent de grenouilles, d'oisillons, de lézards, de petits rongeurs, d'écrevisses, etc.

## Répartition et habitats
Six espèces sur sept sont des cigognes de l'Ancien Monde, seule la cigogne maguari (Ciconia maguari) se rencontre en Amérique du Sud. Les études de fossiles suggèrent cependant que les cigognes étaient sans doute plus abondantes en Amérique tropicale durant la Préhistoire.

### Migrations

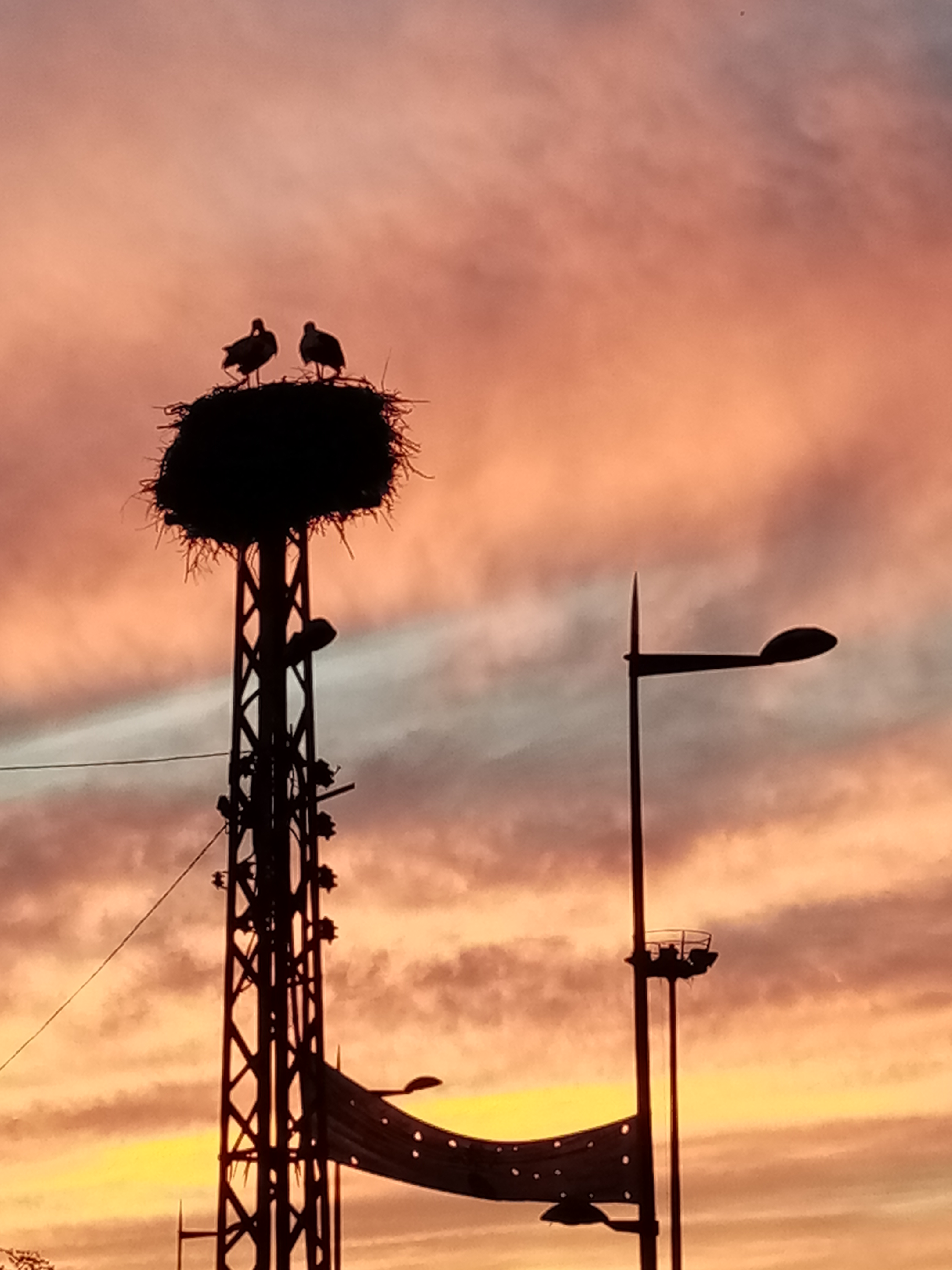
Cas de la ville de Kénitra où les cigognes font tant partie du paysage qu’ils en sont devenu l’emblème aviaire

Les espèces migratrices comme la cigogne blanche et la cigogne noire volent en planant, ailes étendues et immobiles, utilisant les courants chauds aériens pour les soutenir sur de longues distances. Ces courants ne se formant qu'au-dessus des terres, ces oiseaux migrateurs doivent franchir la mer Méditerranée en ses points les plus étroits comme le font les rapaces. De ce fait il est facile d'observer ces oiseaux en cours de migration au passage des détroits de Gibraltar ou du Bosphore.

## Taxinomie

### Espèces existantes
D'après la classification de référence (version 14.1, 2024) de l'Union internationale des ornithologues, il y a 8 espèces du genre Ciconia (ordre philogénique) :
- Ciconia abdimii (Lichtenstein, MHC, 1823) – Cigogne d'Abdim ;
- Ciconia microscelis (Gray, GR, 1848) – Cigogne à pattes noires ;
- Ciconia episcopus (Boddaert, 1783) – Cigogne épiscopale ;
- Ciconia stormi (Blasius, W, 1896) – Cigogne de Storm ;
- Ciconia nigra (Linnaeus, 1758) – Cigogne noire ;
- Ciconia maguari (Gmelin, JF, 1789) – Cigogne maguari ;
- Ciconia ciconia (Linnaeus, 1758) – Cigogne blanche ;
- Ciconia boyciana (Swinhoe, 1873) – Cigogne orientale.

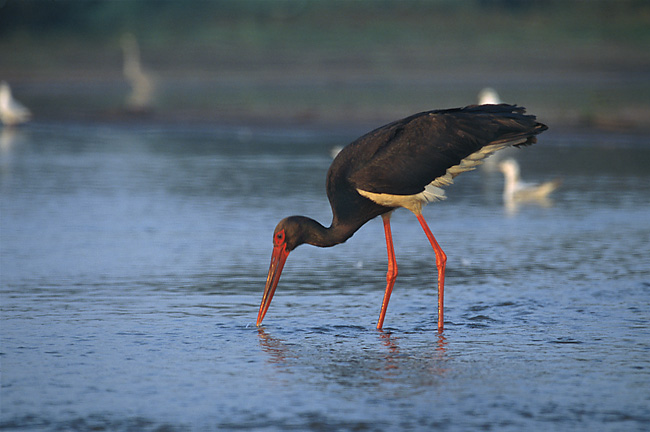
Cigogne noire
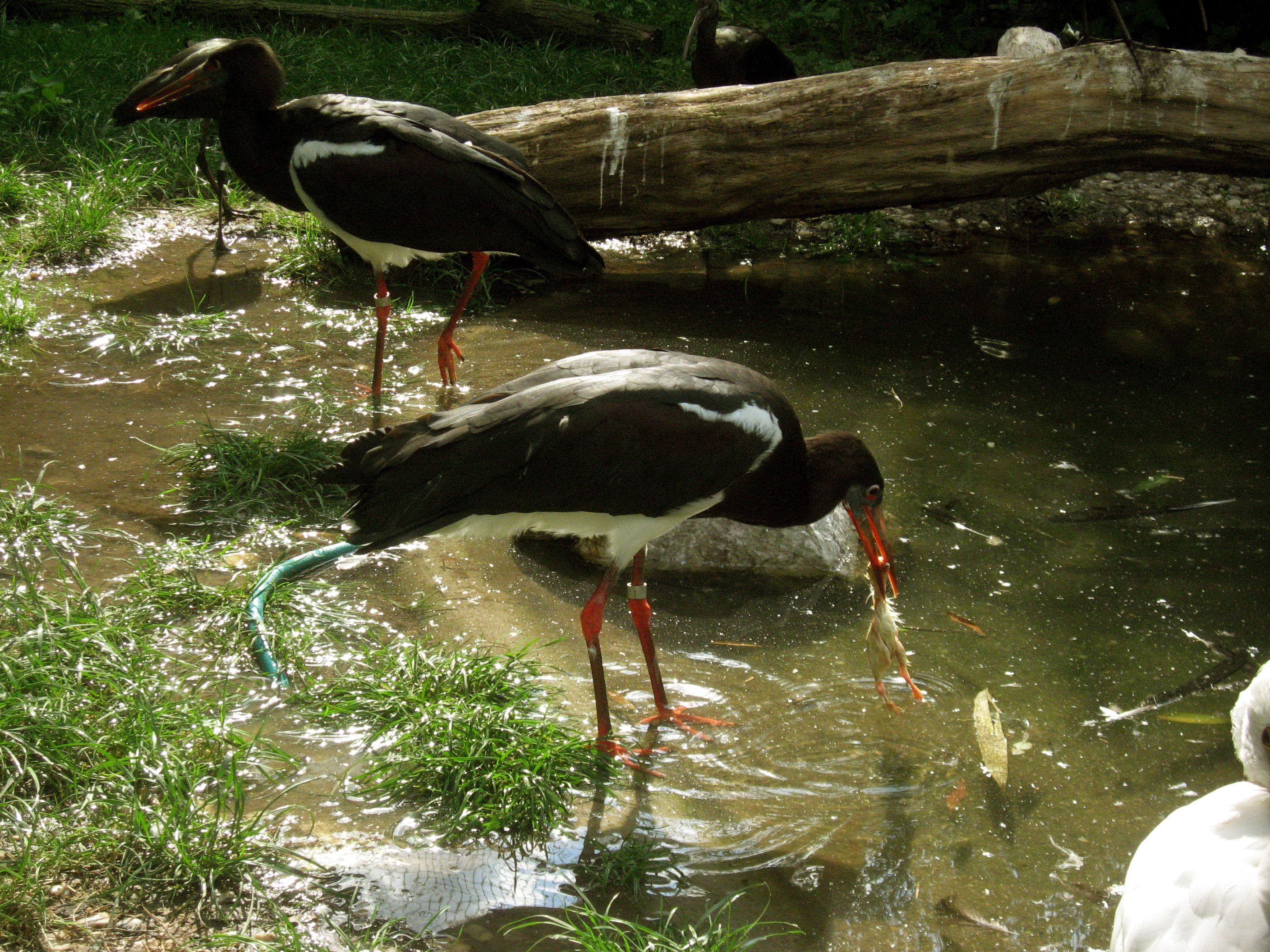
Cigogne d'Abdim
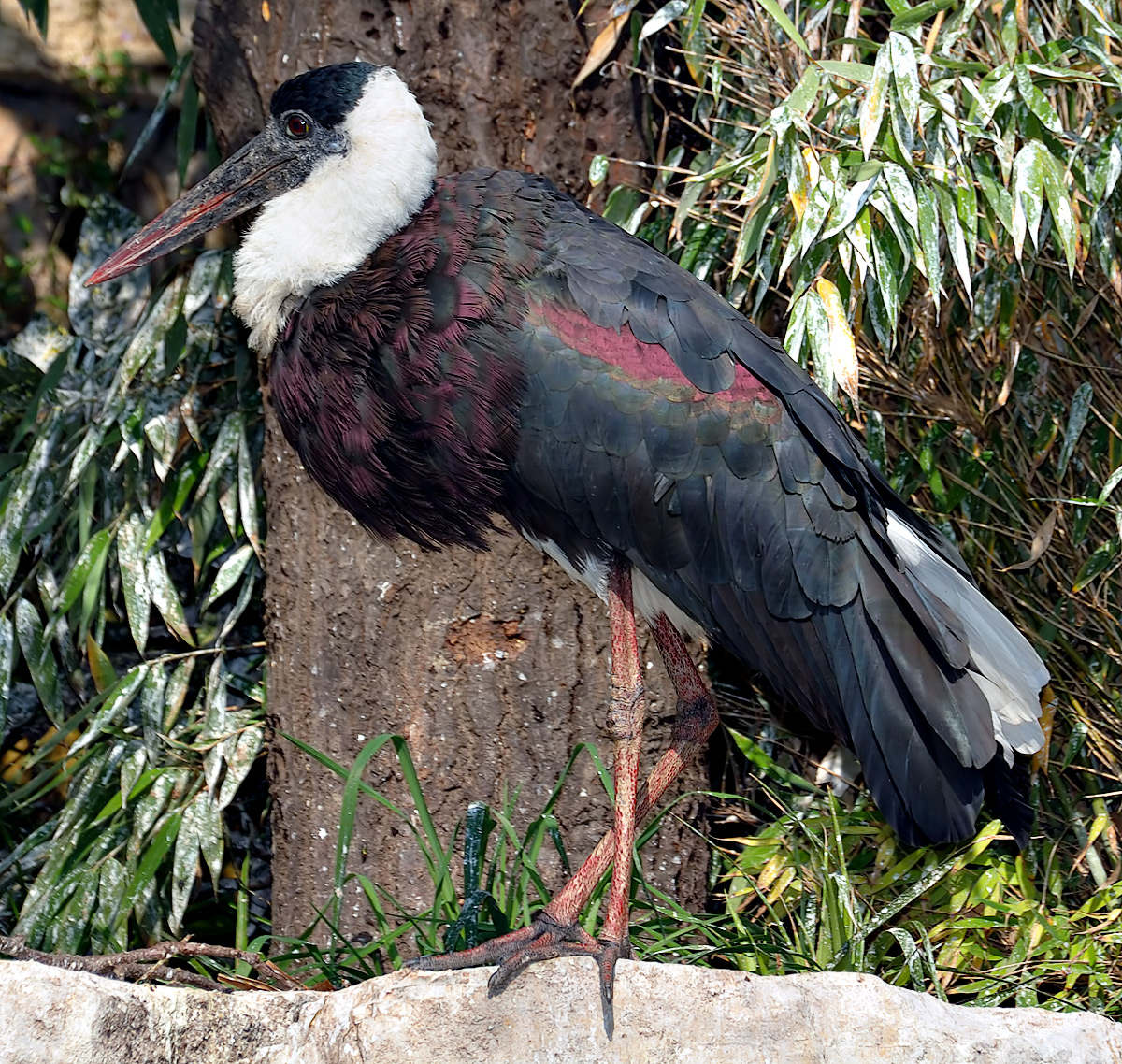
Cigogne épiscopale
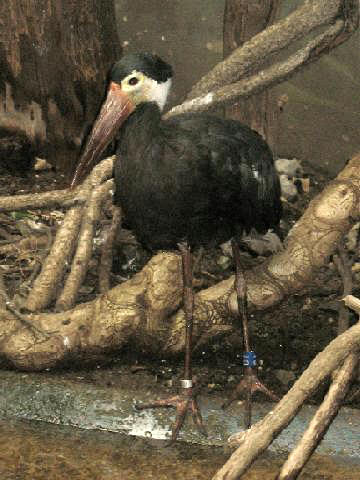
Cigogne de Storm
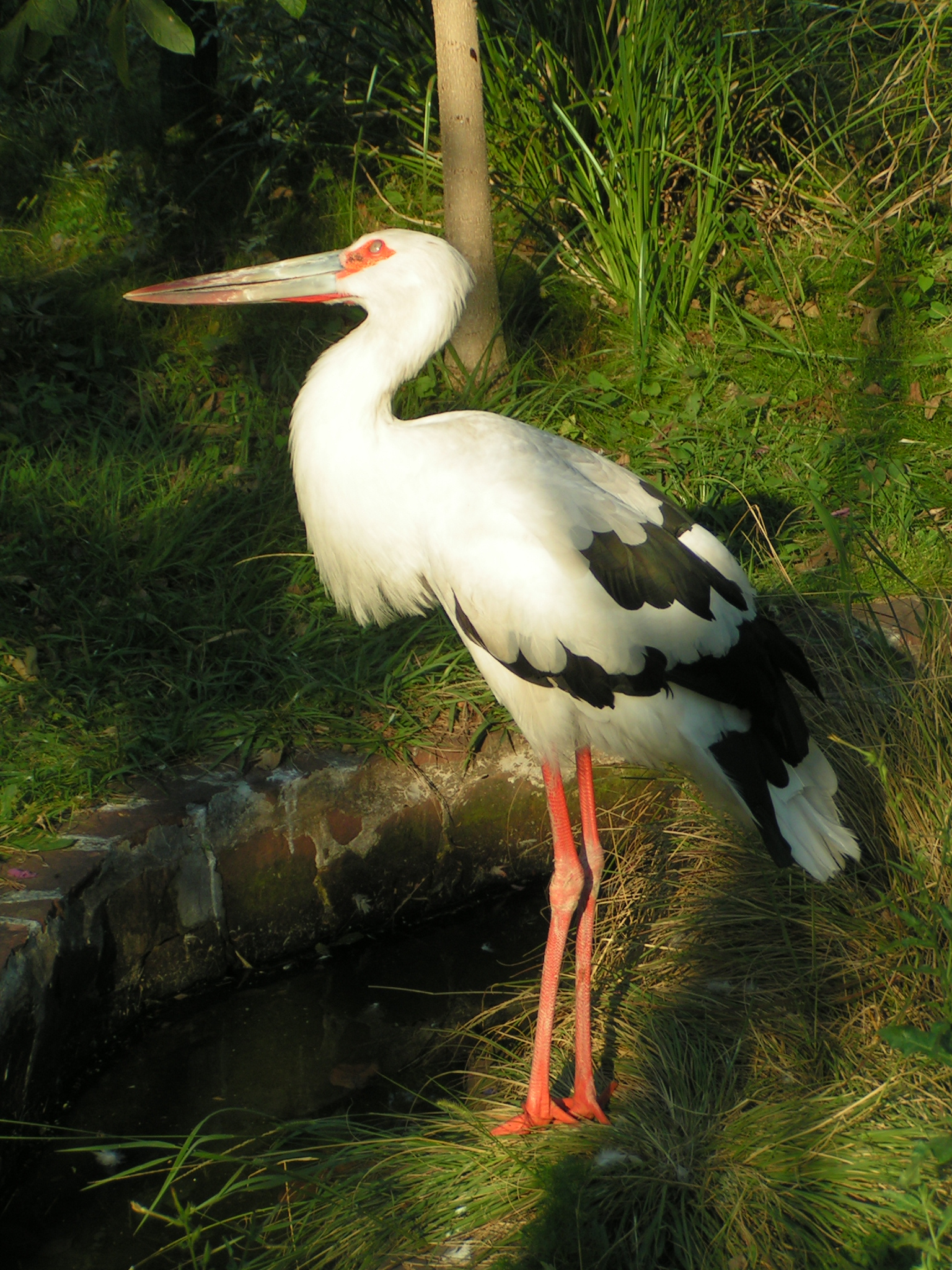
Cigogne maguari
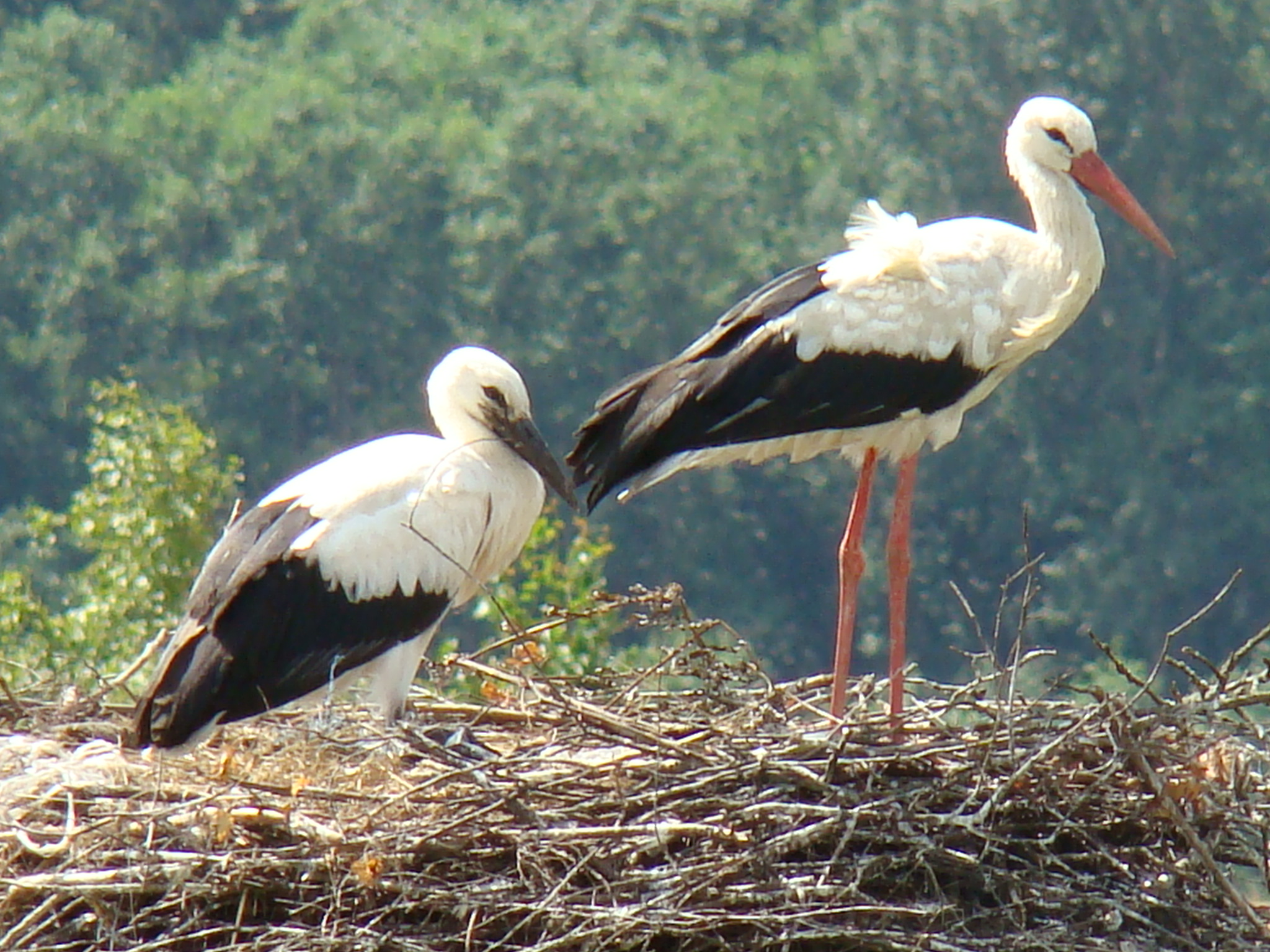
Cigogne blanche
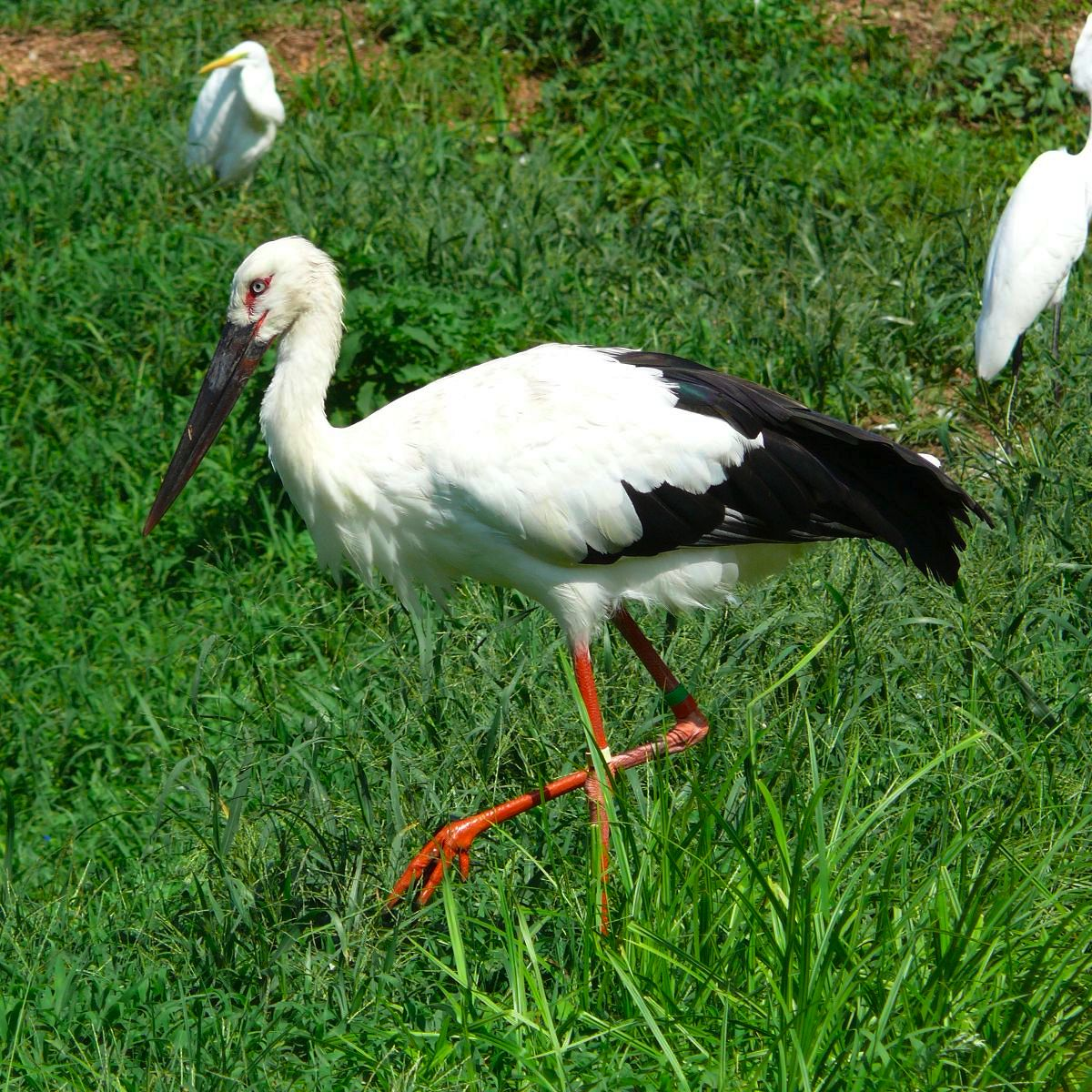
Cigogne orientale

### Espèces fossiles

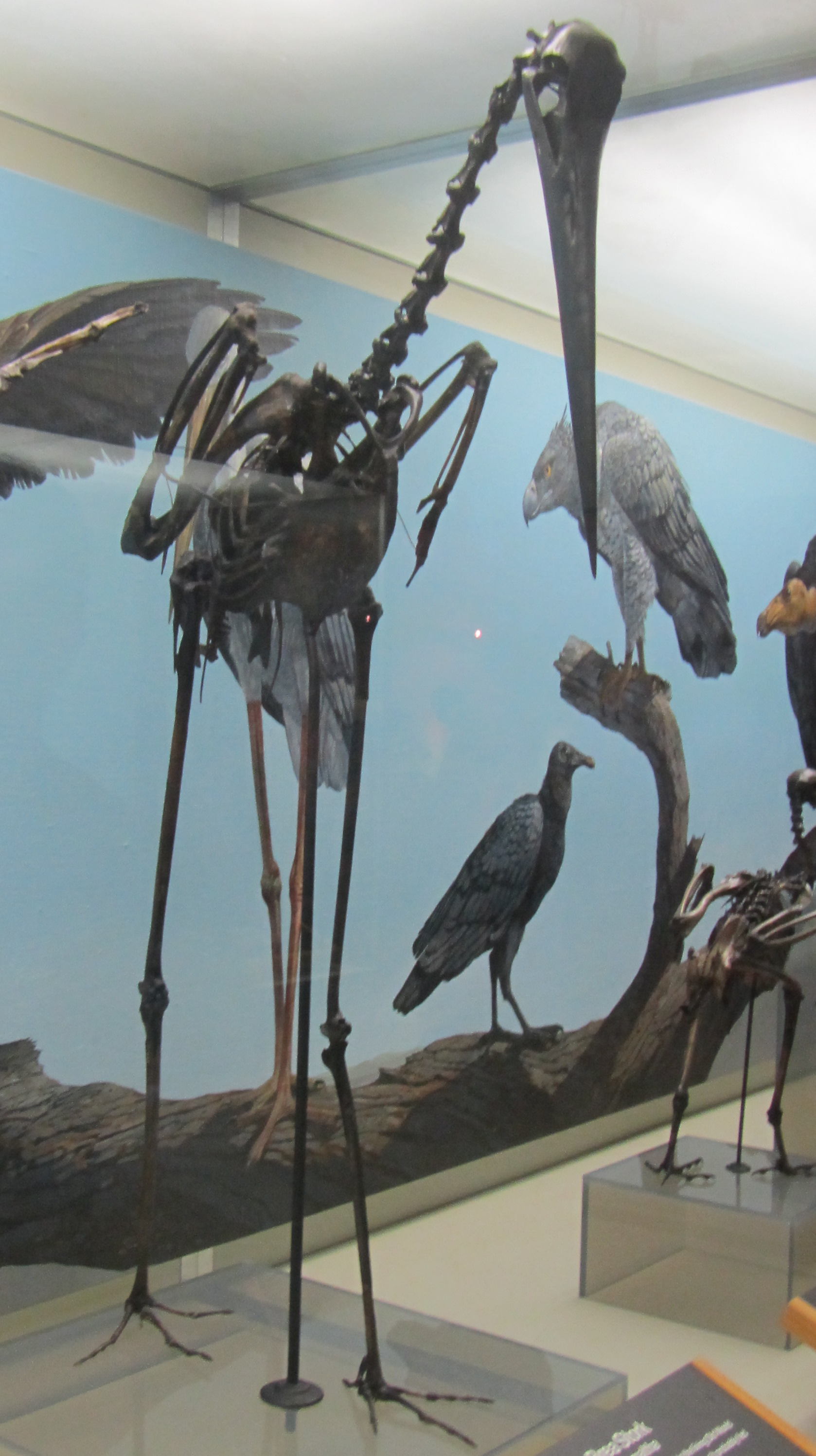
Squelette de Ciconia maltha.

Les fossiles répertoriés dans ce genre incluent:
- ? Ciconia minor (Miocène inférieur, Rusinga Island, Kenya)
- ? Ciconia sarmantica (Miocène supérieur - Credinţa, Roumanie)
- ? Ciconia gaudryi (Miocène supérieur/Pliocène inférieur - Pikermi, Grèce)
- Ciconia sp. 1 (Miocène supérieur/Pliocène inférieur - Lee Creek Mine, États-Unis)
- Ciconia sp. 2 (Miocène supérieur/Pliocène inférieur - Lee Creek Mine, États-Unis)
- ? Ciconia kahli (Pliocène inférieur - Afrique du Sud)
- Ciconia lucida (Pliocène moyen - Mongolie)
- Ciconia maltha (Pliocène supérieur - États-Unis et Cuba)
- Ciconia stehlini (Pliocène supérieur - Pléistocène inférieur - Hongrie) - peut-être identique à une espèce actuelle
- Ciconia nana (Pliocène supérieur - Australie) - auparavant Xenorhynchus
- Ciconia sp. (Pléistocène supérieur/Holocène inférieur - Las Breas de San Felipe, Cuba)[5]

Un radius du Pléistocène supérieur conservé à Mexico pourrait appartenir au genre Mycteria. Il est plus petit que celui des cigognes américaines du genre Ciconia. Le genre fossile Prociconia du Brésil, lui aussi du Pléistocène supérieur, pourrait être un synonyme antérieur du genre Ciconia ou Jabiru. Un os de Ciconia trouvé dans un abri sous roche à La Réunion était probablement celui d'un oiseau amené là comme nourriture par des habitants primitifs car on n'a aucune mention de la présence de cigognes aux Mascareignes.

## Phylogénie
- - Ciconia nigra (Cigogne noire)
  - 
    - Ciconia abdimii (Cigogne d'Abdim)
    - 
      - Ciconia stormi (Cigogne de Storm)
      - Ciconia episcopus (Cigogne épiscopale)

  - 
    - Ciconia maguari (Cigogne maguari)
    - 
      - Ciconia boyciana (Cigogne orientale)
      - Ciconia ciconia (Cigogne blanche)

## Symbolique
La cigogne blanche est souvent représentée avec un bébé qu'elle transporte dans son bec. C'est aussi le symbole de l'Alsace (en alsacien : störig).